# Chata

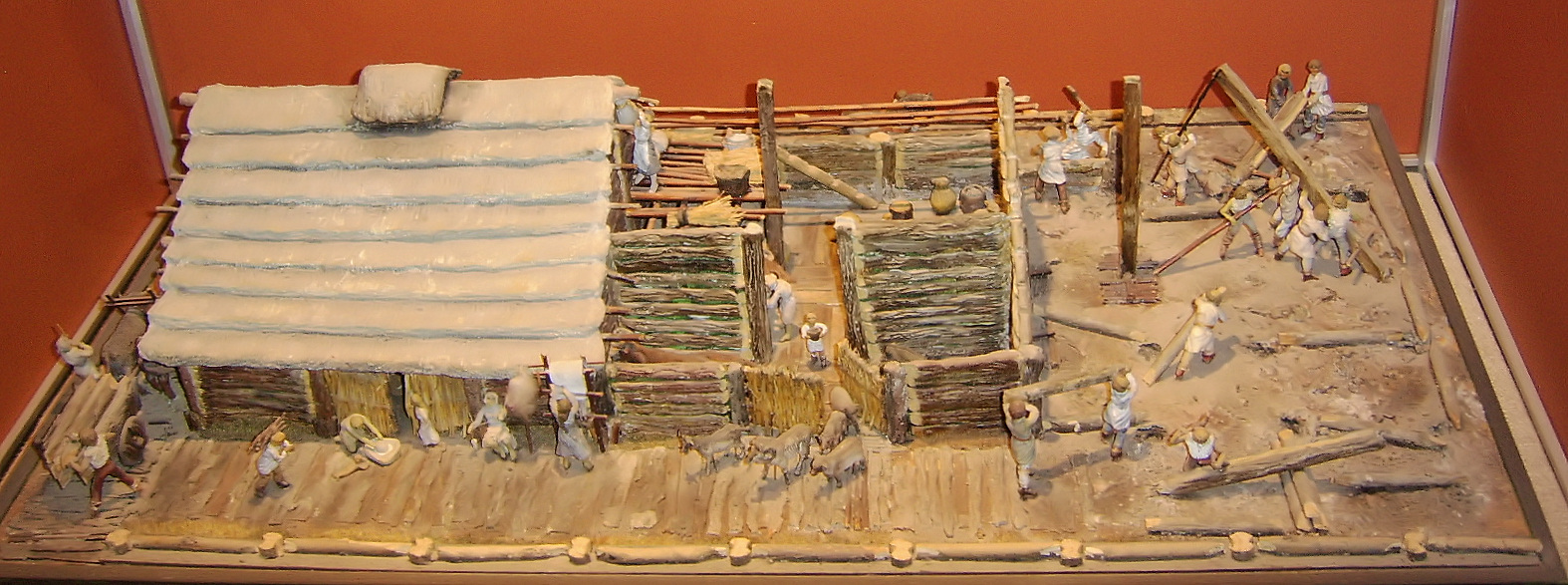
Budowa chat w VIII w. p.n.e.

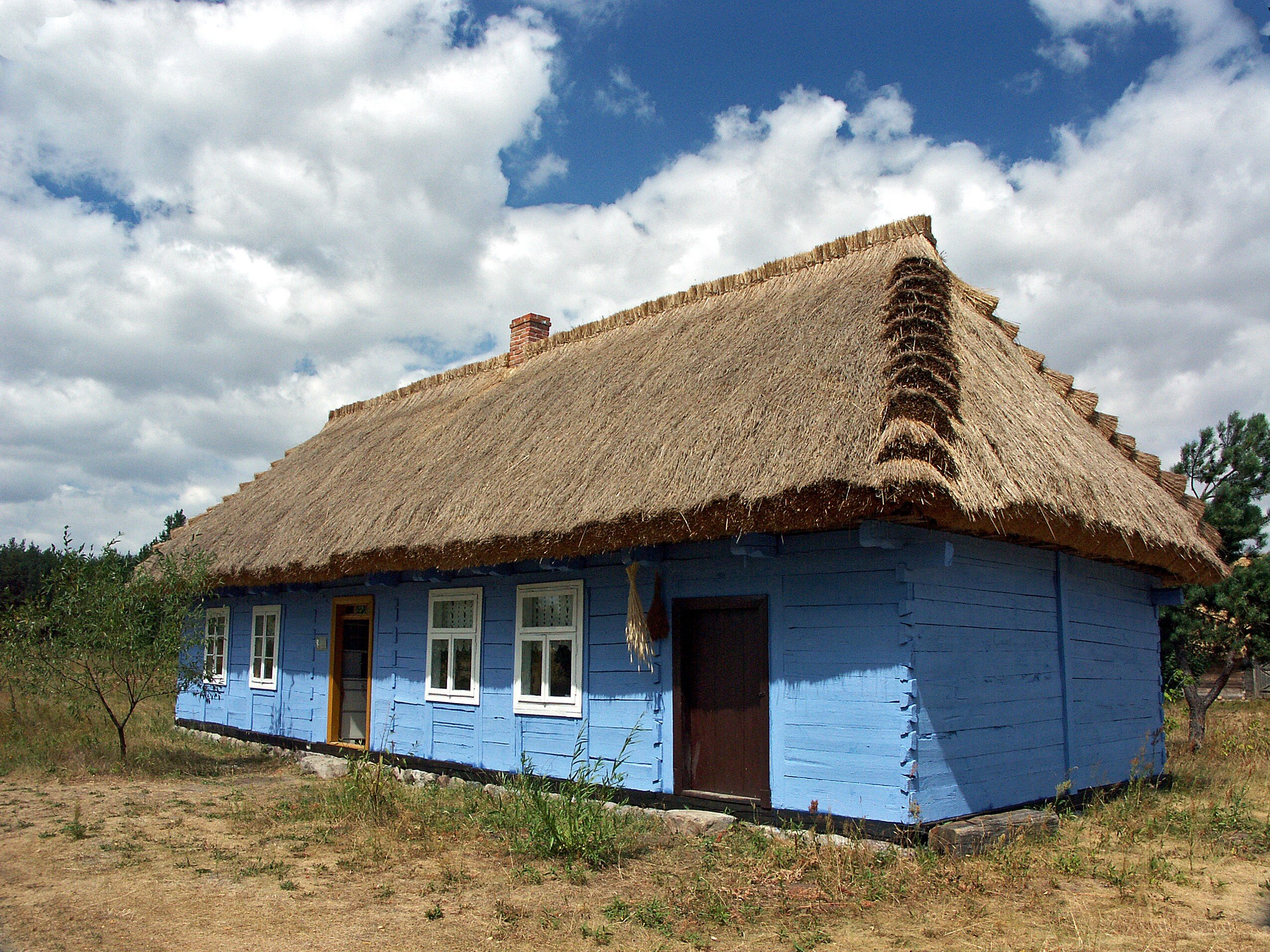
Chata typowa dla wsi łowickiej (fot. współczesna, skansen w Maurzycach)

Chata (regionalnie: chałpa, chałupa, checza, chyża, izba) – dom wiejski, najczęściej drewniany.
Chaty często składały się z trzech izb: środkowej – sieni i dwóch bocznych – czarnej i białej. Izba czarna była głównym pomieszczeniem, stał w niej piec. Pełniła rolę kuchni a czasem sypialni. Izba biała była pomieszczeniem bardziej reprezentacyjnym. Służyła tylko celom mieszkaniowym. Obok białej izby budowano często dodatkowe pomieszczenie – komorę, służącą jako magazyn. Jeszcze innym pomieszczeniem był służący jako sypialnia alkierz.
Mniej więcej od lat 70. XX w. tradycyjne chałupy są rzadkością w Polsce. Można je spotkać jedynie na Kaszubach, Roztoczu i w Bieszczadach.

## Rozwiązania konstrukcyjne
Dach chaty najczęściej pokryty był strzechą lub gontem. Ściany budowano z drewnianych belek ułożonych w konstrukcji wieńcowej lub sumikowo-łątkowej.
Początkowo podłoga wiejskiej chaty najczęściej była glinianym klepiskiem lub polepą; dopiero później zaczęto stosować podłogi z drewnianych desek. W późniejszych rozwiązaniach konstrukcyjnych sufit wykonywano jako polepę, której integralnym składnikiem była wysuszona słoma trzciny.

## Kurna chata

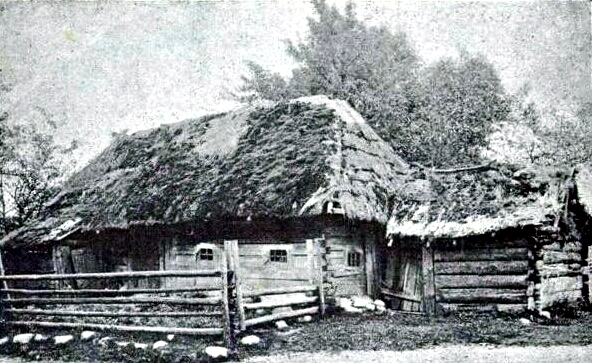
Ostatnia, a zarazem najstarsza kurna chata pod miasteczkiem Porozowem w pow. Wołkowyskim (gubernia Grodzieńska, 1907); zdjęcie Zygmunta Glogera

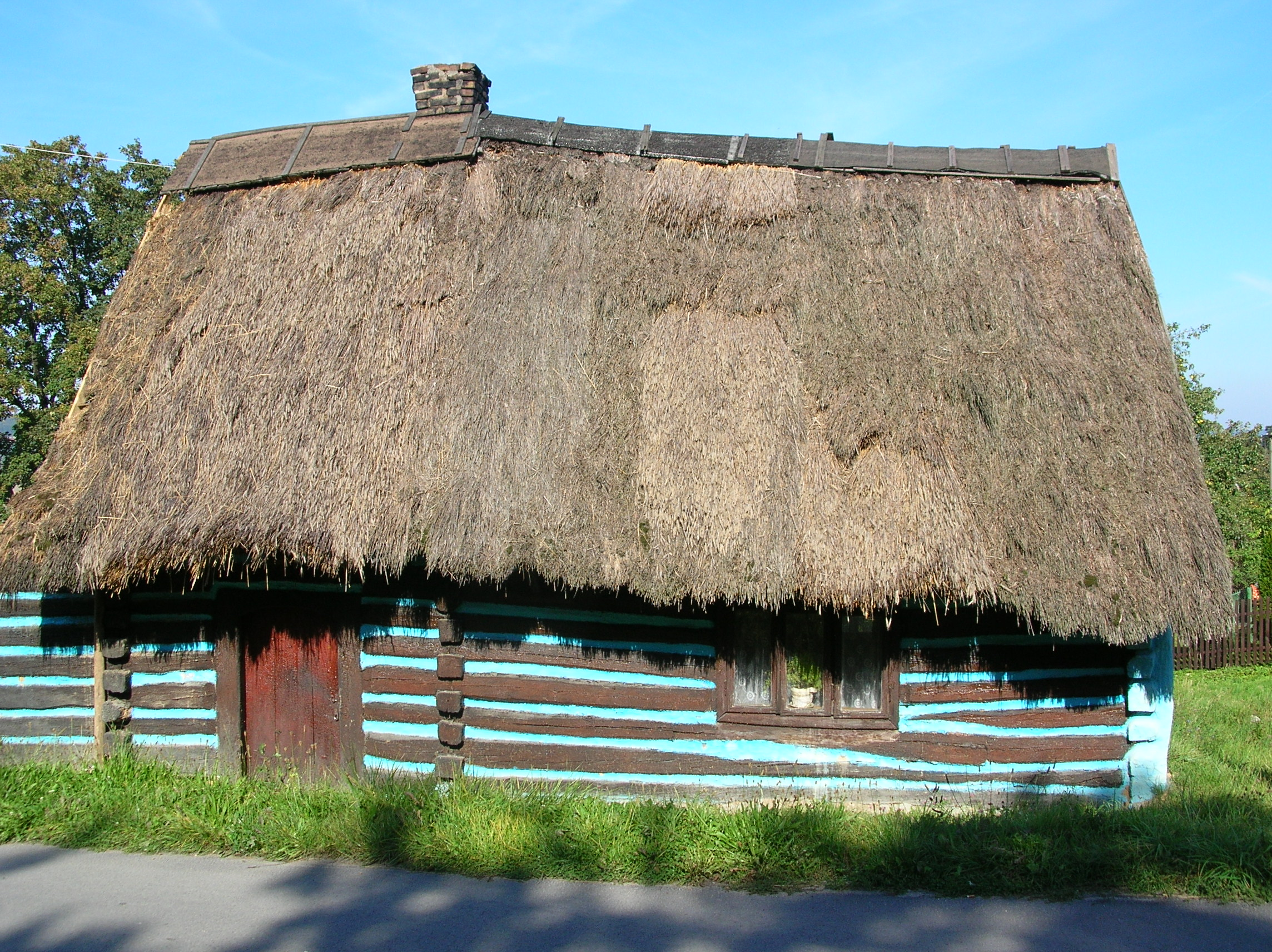
Chata małopolska; Nawojowa Góra

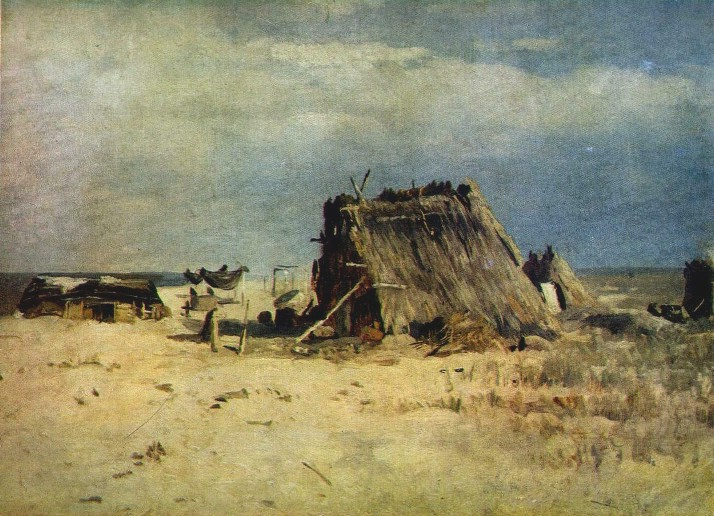
Kureń – najstarszy typ zabudowy mieszkalnej u dawnych Słowian; spotykany do początków XX w.

Kurna chata (inaczej: chata dymna, także: kureń) – chata bez komina, bez przewodów dymowych. Palenisko (ognisko) znajdowało się najczęściej w środkowej części chaty, a dym uchodził poprzez otwór w centralnym, najwyższym punkcie dachu.

## Chata typu pyrzyckiego
W okolicach Pyrzyc zachowały się tzw. wąskie chaty, ryglowe lub rzadziej murowane domy mieszkalne ustawione szczytem do drogi (wąskofrontowe), posiadające pośrodku tzw. czarną, bezokienną kuchnię, z piecem i potężnym kominem. Najstarsze z zachowanych chat pochodzą z I poł. XVIII w (m.in. we wsi Bielice.

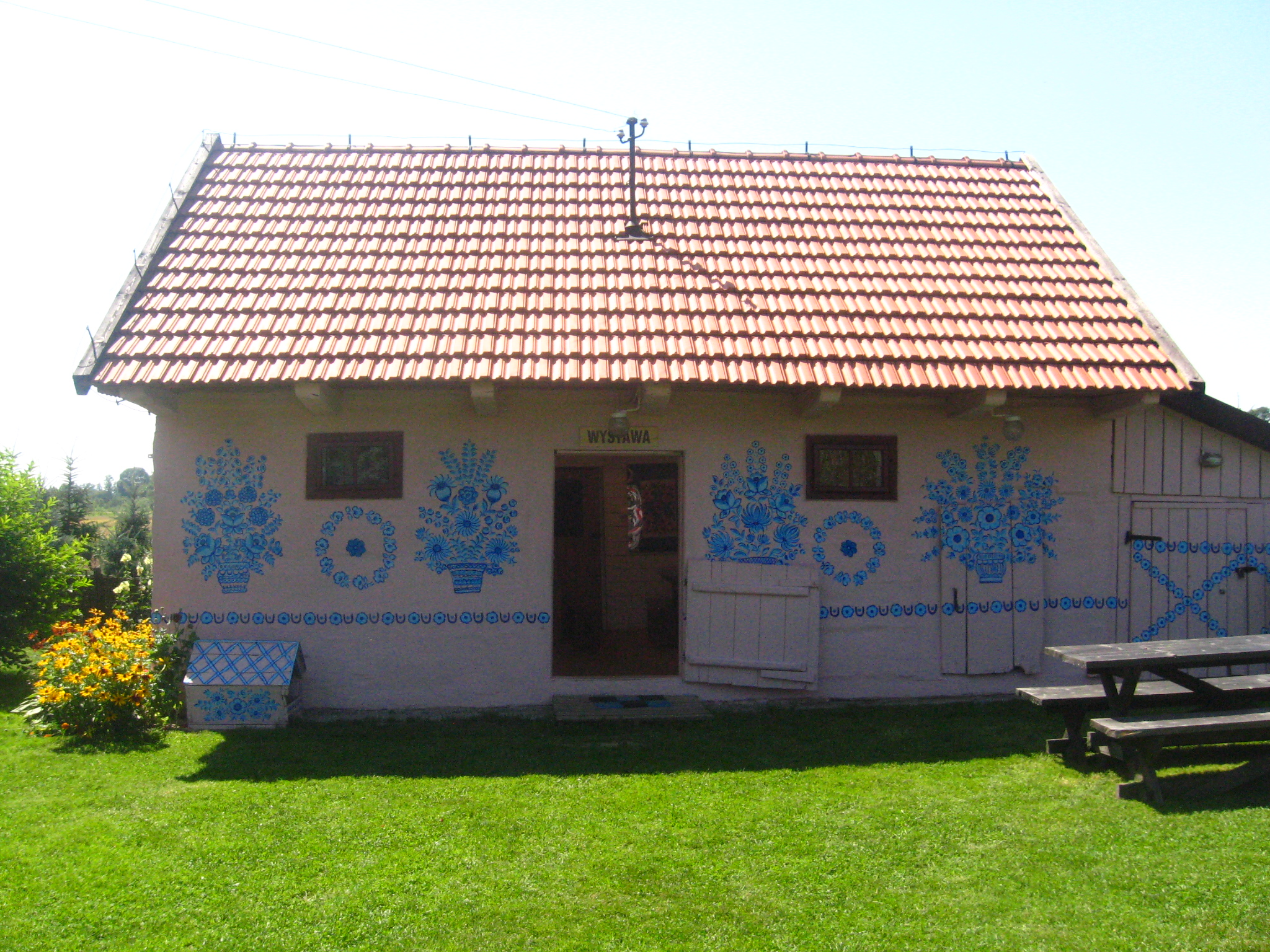
Chata w Zalipiu